# Trigonocera obscura
Trigonocera obscura är en tvåvingeart som beskrevs av Meijere 1916. Trigonocera obscura ingår i släktet Trigonocera och familjen styltflugor. Inga underarter finns listade i Catalogue of Life.